# Tephrosia linearis
Tephrosia linearis är en ärtväxtart som först beskrevs av Carl Ludwig von Willdenow, och fick sitt nu gällande namn av Christiaan Hendrik Persoon. Tephrosia linearis ingår i släktet Tephrosia och familjen ärtväxter. Inga underarter finns listade i Catalogue of Life.